# Olympische Sommerspiele 2020/Teilnehmer (Haiti)
| Gelbes Symbol für Goldmedaillen mit stilisierten Olympischen Ringen | Graues Symbol für Silbermedaillen mit stilisierten Olympischen Ringen | Braundes Symbol für Bronzemedaillen mit stilisierten Olympischen Ringen |
| ------------------------------------------------------------------- | --------------------------------------------------------------------- | ----------------------------------------------------------------------- |
| —                                                                   | —                                                                     | —                                                                       |

Haiti nahm an den Olympischen Spielen 2020 in Tokio teil. Es war die insgesamt 17. Teilnahme an Olympischen Sommerspielen. Das Comité Olympique Haïtien nominierte insgesamt sechs Athleten in fünf verschiedenen Sportarten.

## Teilnehmer nach Sportarten

### Boxen
| Athleten          | Wettbewerb              | 1. Runde | 1. Runde | Achtelfinale | Achtelfinale | Viertelfinale | Viertelfinale | Halbfinale    | Halbfinale    | Finale        | Finale        | Rang |
| Athleten          | Wettbewerb              | Gegner   | Ergebnis | Gegner       | Ergebnis     | Gegner        | Ergebnis      | Gegner        | Ergebnis      | Gegner        | Ergebnis      | Rang |
| ----------------- | ----------------------- | -------- | -------- | ------------ | ------------ | ------------- | ------------- | ------------- | ------------- | ------------- | ------------- | ---- |
| Männer            |                         |          |          |              |              |               |               |               |               |               |               |      |
| Darrelle Valsaint | Mittelgewicht bis 75 kg | Freilos  | Freilos  | D. Tshama    | 4:1          | G. Bakschi    | 0:5           | ausgeschieden | ausgeschieden | ausgeschieden | ausgeschieden | 5    |

### Judo
| Athleten        | Wettbewerb | 1. Runde             | 1. Runde | 2. Runde      | 2. Runde      | Achtelfinale  | Achtelfinale  | Viertelfinale | Viertelfinale | Halbfinale / Trostrunde | Halbfinale / Trostrunde | Finale / Platz 3 | Finale / Platz 3 | Rang |
| Athleten        | Wettbewerb | Gegner               | Ergebnis | Gegner        | Ergebnis      | Gegner        | Ergebnis      | Gegner        | Ergebnis      | Gegner                  | Ergebnis                | Gegner           | Ergebnis         | Rang |
| --------------- | ---------- | -------------------- | -------- | ------------- | ------------- | ------------- | ------------- | ------------- | ------------- | ----------------------- | ----------------------- | ---------------- | ---------------- | ---- |
| Frauen          |            |                      |          |               |               |               |               |               |               |                         |                         |                  |                  |      |
| Sabiana Anestor | bis 52 kg  | T. Lewizka-Schukwani | 0:10     | ausgeschieden | ausgeschieden | ausgeschieden | ausgeschieden | ausgeschieden | ausgeschieden | ausgeschieden           | ausgeschieden           | ausgeschieden    | ausgeschieden    | 17   |

### Leichtathletik
Laufen und Gehen 
| Athleten    | Wettbewerb   | Runde 1 | Runde 1 | Halbfinale | Halbfinale | Finale        | Finale        | Rang          |
| Athleten    | Wettbewerb   | Zeit    | Rang    | Zeit       | Rang       | Zeit          | Rang          | Rang          |
| ----------- | ------------ | ------- | ------- | ---------- | ---------- | ------------- | ------------- | ------------- |
| Frauen      |              |         |         |            |            |               |               |               |
| Mulern Jean | 100 m Hürden | 12,99 s | 5       | 13,09 s    | 7          | ausgeschieden | ausgeschieden | ausgeschieden |

### Schwimmen
| Athleten            | Wettbewerb          | Vorlauf        | Vorlauf | Halbfinale    | Halbfinale    | Finale        | Finale        | Rang |
| Athleten            | Wettbewerb          | Zeit           | Rang    | Zeit          | Rang          | Zeit          | Rang          | Rang |
| ------------------- | ------------------- | -------------- | ------- | ------------- | ------------- | ------------- | ------------- | ---- |
| Frauen              |                     |                |         |               |               |               |               |      |
| Emilie Grand'Pierre | 100 m Brust         | 1:14,82 min NR | 37      | ausgeschieden | ausgeschieden | ausgeschieden | ausgeschieden | 37   |
| Männer              |                     |                |         |               |               |               |               |      |
| Davidson Vincent    | 100 m Schmetterling | 54,81 s        | 51      | ausgeschieden | ausgeschieden | ausgeschieden | ausgeschieden | 51   |

### Taekwondo
| Athleten   | Wettbewerb       | Achtelfinale | Achtelfinale | Viertelfinale | Viertelfinale | Hoffnungsrunde Halbfinale | Hoffnungsrunde Halbfinale | Halbfinale    | Halbfinale    | Hoffnungsrunde Finale | Hoffnungsrunde Finale | Finale        | Finale        | Rang |
| Athleten   | Wettbewerb       | Gegner       | Ergebnis     | Gegner        | Ergebnis      | Gegner                    | Ergebnis                  | Gegner        | Ergebnis      | Gegner                | Ergebnis              | Gegner        | Ergebnis      | Rang |
| ---------- | ---------------- | ------------ | ------------ | ------------- | ------------- | ------------------------- | ------------------------- | ------------- | ------------- | --------------------- | --------------------- | ------------- | ------------- | ---- |
| Frauen     |                  |              |              |               |               |                           |                           |               |               |                       |                       |               |               |      |
| Lauren Lee | Klasse bis 67 kg | M. Jelić     | 2:22         | ausgeschieden | ausgeschieden | M. Titoneli               | 5:26                      | ausgeschieden | ausgeschieden | ausgeschieden         | ausgeschieden         | ausgeschieden | ausgeschieden | 7    |